# Åbent hus
Åbent hus er et arrangement, hvor alle er inviteret i et angivet tidsrum på en bestemt adresse.
Ved åbent hus åbner en institution, et firma eller en privat husstand husets døre, dvs. giver fri adgang for alle i et nærmere bestemt tidsrum.  Hyppigst når uddannelsesinstitutioner præsenterer sig for kommende elever og studerende eller i forbindelse med kulturnat. I de tilfælde er der guidede rundture i lokaliteterne. 
Åbent hus anvendes også kommercielt af ejendomsmæglere ved hussalg eller ved receptioner og jubilæer.
| Sprog | Spire Denne artikel om sprog er en spire som bør udbygges. Du er velkommen til at hjælpe Wikipedia ved at udvide den. |